# Gítana
Gítana (en grec, Γίτανα) fou una antiga ciutat grega a la regió de l'Epir.
El testimoniatge més antic de l'existència de Gítana és una inscripció de manumissió d'esclaus del s. IV ae en què s'esmenta el culte a Temis a Gítana.
Polibi i Titus Livi l'esmenten. Aquest darrer la situa a deu milles romanes de la mar i diu que al 172 ae s'hi aplegà una assemblea d'epirotes.
S'identifica amb unes restes arqueològiques situades a prop de l'actual Kestrine, al vessant de la muntanya Brisella.

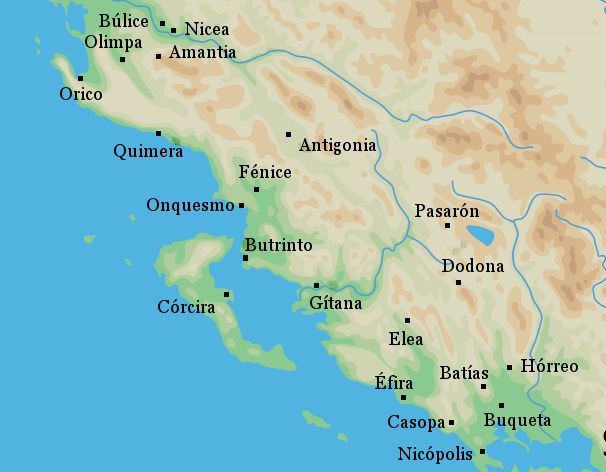
Mapa amb la ubicació aproximada d'algunes de les principals ciutats de l'antic Epir on s'aprecia la situació de Gítana, al sud de Butrint

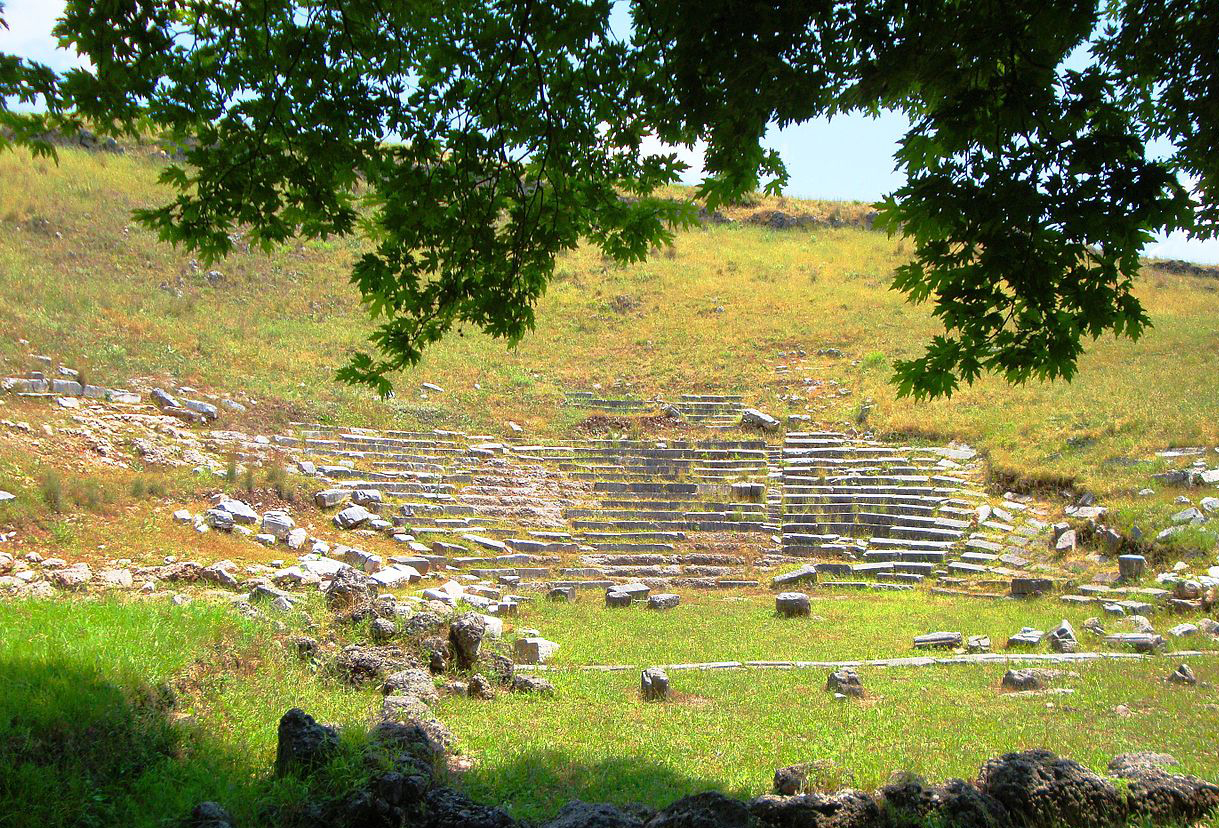
Restes de l'antic teatre de Gítana